# Danza de los negritos (Perú)
La danza de los negritos, o también conocida como cofradía de los negritos, es una danza folclórica de origen peruano que se ejecuta en la zona de Huánuco . Esta danza está ligada a las festividades de la Navidad y la pascua de reyes.

## Historia
A mediados del siglo XVI llegaron esclavos negros a Huanuco, mayormente para trabajos agrícolas. Se desconoce la cantidad exacta de esclavos negros pero se indica que sus números nunca fueron altos.
Durante la época del Virreinato, los patrones daban libertad a los esclavos desde el 24 de diciembre hasta el 6 de enero. Esos días eran aprovechados por los esclavos para celebrar la Navidad y visitar los nacimientos que lucían en las casas de las familias más pudientes.  A partir del Decreto promulgado por Ramón Castilla sobre la libertad de los negros el 13 de diciembre de 1856, las cofradías hicieron su aparición en las calles, visitando no solo los nacimientos sino también las iglesias, donde bailaban y bebían. Los dueños de los nacimientos en recompensa les invitaban huarapo, shacta. Así lo hicieron los años sucesivos y de esta manera se institucionalizó el baile y Danza de los Negritos.
Con el paso de los años, los hombres de color fueron extinguiéndose, por lo que fueron reemplazados por los mestizos y por los blancos. Como la danza era de negritos, éstos tuvieron que confeccionar máscaras.
Investigaciones indican a la Hacienda de Andabamba, en el Distrito de Pillco Marca, unos kilómetros al sur de Huanuco como lugar de origen.

## Danza
La población de los pueblos y ciudades forman cofradías que danzan en las calles rivalizando entre ellas. En estas cofradías sobresalen los negritos que varían en número, pero que forman generalmente dos filas paralelas, cada fila encabezada por dos negros llamados caporales; también están los personajes del turco, la dama, el abanderado que representa a un blanco que blande una bandera de libertad y el viejo hidalgo también llamado Corrochano.
Las cofradías de negritos son atendidas por un mayordomo para que adore al niño Jesús, éstos mayordomos compiten entre ellos en atenciones a sus danzantes e invitados a la fiesta. Este mayordomo tiene una existencia histórica pues en el pasado estos mayordomos contrataban a los negros para que adorasen al niño Jesús en sus fiestas y al faltar negros confeccionaban máscaras negras para que bailasen los indios o incluso blancos. ahora mismo también es la danza icónica de Huánuco.